# Bronkiektasier
Bronkiektasier är en sjukdom med permanenta utvidgningar av delar av luftvägarna i lungan. Symptom är vanligtvis kronisk hosta med hög slemproduktion. Andra symptom är andfåddhet, blodiga upphostningar och smärta i bröstet. Väsande andning och trumpinnefingrar kan också förekomma. Personer med sjukdomen får ofta infektioner i lungorna.
Bronkiektasier kan bildas som resultat av ett antal smittsamma och förvärvade orsaker, inklusive lunginflammation, tuberkulos, problem med immunförsvaret och cystisk fibros. Cystisk fibros leder i nästan samtliga fall till allvarliga bronkiektasier. Hos dem utan cystisk fibros är orsaken till 10–50 procent av fallen okänd. Sjukdomen orsakas av en nedbrytning av luftvägarna på grund av alltför kraftig inflammatorisk reaktion. Drabbade luftrör blir förstorade och har därmed sämre möjlighet att tömmas på sekret. Denna sekretansamling ökar mängden bakterier i lungorna, vilket leder till att luftvägarna blockeras som leder till ytterligare nedbrytning. Bronkiektasier är klassat som en obstruktiv lungsjukdom, tillsammans med kronisk obstruktiv lungsjukdom och astma. Diagnosmisstanken grundar sig på symtomen och bekräftas med hjälp av datortomografi. Sputumodling kan vara användbar för att bestämma behandling bland dem som drabbas av akut försämring minst en gång per år.
Försämring kan sker till följd av infektion och i dessa fall kan behandling med antibiotika användas. Antibiotika kan också användas för att förhindra försämring av sjukdomen. Luftvägsrensande tekniker, en typ av sjukgymnastik, rekommenderas också. Bronkdilaterare kan hjälpa för vissa men evidensläget är inte särskilt bra. Inhalationssteroider har inte visat sig vara användbara. Kirurgi, även om det ofta görs, är inte välstuderat. Lungtransplantation kan vara ett alternativ för personer med mycket allvarlig sjukdom. Även om sjukdomen kan orsaka allvarliga hälsoproblem, kan många leva mycket väl med sjukdomen.
I Storbritannien drabbar sjukdomen ungefär 1 per 1000 vuxna. Sjukdomen är vanligare hos kvinnor och ökar när människor åldras. Den drabbar vissa etniska grupper oftare än andra, till exempel vissa ursprungsfolk. Sjukdomen beskrevs för första gången av René Laënnec år 1819.